# Vinica (Nordmazedonien)
Vinica (mazedonisch, kyrillisch Виница) ist eine Stadt im Osten Nordmazedoniens und Hauptort der gleichnamigen Gemeinde.

## Geographie
Die Stadt Vinica liegt im Osten des Landes, im Kočani-Talkessel, der zwischen den Gebirgen Osogovo und Plačkovica liegt. Durch die Stadt fließen die Flüsse Vinička und Gradečka, nah der Stadt verlaufen die Flüsse Bregalnica und Osojnica.

## Bevölkerung
Die Gemeinde Vinica hat nach der Volkszählung von 2002 10.863 Einwohner.
|                    | Anzahl | in % |
| ------------------ | ------ | ---- |
| Insgesamt          | 10.863 | 100  |
| Mazedonier         | 9.246  |      |
| Roma               | 1.209  |      |
| Türken             | 256    |      |
| Aromunen (Vlachen) | 111    |      |
| Serben             | 20     |      |
| Andere             | 21     |      |

## Söhne der Stadt
- Dimitar Palikruschew – Revolutionär, Freiheitskämpfer, Mitglied der IMRO